# Agriomelissa gypsospora
Agriomelissa gypsospora is een vlinder uit de familie wespvlinders (Sesiidae), onderfamilie Sesiinae.
Agriomelissa gypsospora werd voor het eerst wetenschappelijk beschreven in 1931 door Meyrick. De soort komt voor in het Afrotropisch gebied.